# Quartette vocal de Paris
Le Quartette vocal de Paris est un quatuor vocal français actif dans les années 1910, créateur de plusieurs partitions de compositeurs de son temps.

## Histoire
Le Quartette vocal de Paris est créé en 1911 et regroupe Madeleine Bonnard (soprano), Camille Chadeigne (mezzo-soprano), Gabriel Paulet (ténor) et R. de Laromiguière (basse), qui sera remplacé par Paul Eyraud. L'ensemble se produit a cappella ou avec accompagnement, le cas échéant en compagnie du pianiste et chef de chant Marcel Chadeigne. L'objectif revendiqué du quatuor est de faire entendre les musiques classiques anciennes et modernes écrites pour quatre voix mixtes. 
Un premier concert de la formation est donné le 10 février 1911 à la salle des agriculteurs, avec au programme un échantillon représentatif de leur répertoire. Se côtoient ainsi Rameau, Janequin, Lejeune, Grenet, Brahms, Hüe, Reynaldo Hahn, Gabriel Fauré et les Chansons à quatre voix de Florent Schmitt. Le critique musical Louis Vuillemin salue en l'occasion les qualités de « musiciens doués de voix expressives et charmantes » des membres du Quartette.
Pendant quelques années, cette « valeureuse phalange se [met] au service des chercheurs et [devient] rapidement l'interprète préféré des compositeurs modernes ». Ainsi, le quatuor vocal se produit lors de concerts à la Société musicale indépendante (pour des créations en 1911 de Léo Sachs et Henri Büsser) et à la Société nationale de musique (création en 1912 de Dominical de Paul Ladmirault et de La Ronde du blé d'amour de Jean Poueigh). Des premières auditions d’œuvres de Louis Aubert, Henri Büsser et Clément Robert sont également à mettre au crédit de l'ensemble,.   
Enfin, le Quartette vocal de Paris se produit avec orchestre : le 23 février 1913 à la salle Gaveau, les versions orchestrales du Madrigal de Gabriel Fauré et de La Ronde du blé d'amour de Jean Poueigh sont interprétées avec les concerts Lamoureux placés sous la direction de Camille Chevillard. L'activité du quatuor prend fin à l'orée de la Première Guerre mondiale.